# Luciano Dottarelli
Luciano Dottarelli (Bolsena, 2 novembre 1956) è un filosofo italiano.

## Biografia
Si è formato alla Facoltà di Filosofia dell'Università di Perugia dove ha studiato con Cornelio Fabro e si è laureato con una tesi sul dibattito epistemologico del Novecento (Karl Popper, P. Feyerabend, I. Lakatos, Thomas Kuhn) sotto la guida di Massimo Baldini. Si è poi specializzato in Filosofia all'Università di Urbino, dove ha avuto come maestri Italo Mancini e Pasquale Salvucci, con cui ha discusso una tesi sulle implicazioni epistemologiche della filosofia di Immanuel Kant. Ha insegnato nei Licei ed è stato docente a contratto di Filosofia della scienza, Filosofia morale e Bioetica nelle Università della Tuscia, di Macerata e Firenze.
Ha sempre coniugato il lavoro didattico e di ricerca con l'impegno civile.
Per 13 anni consecutivi è stato Sindaco della città di Bolsena, in provincia di Viterbo. Eletto la prima volta nel 1986, con una lista civica di sinistra, è stato successivamente confermato nel 1990 e nel 1995.
Dal 2005 al 2010 ha ricoperto il ruolo di Direttore generale della Provincia di Viterbo e in tale veste, oltre al coordinamento e alla sovrintendenza della gestione complessiva dell’Ente, ha avuto la responsabilità diretta della formazione e organizzazione delle risorse umane, del percorso di certificazione EMAS, del processo Agenda 21 locale e del progetto Arco Latino, strumento per la definizione di una strategia integrata di sviluppo dell’area del Mediterraneo.
Con Pasquale Picone, filosofo e psicoanalista junghiano, nel 2004 è stato cofondatore della Società Filosofica Italiana – sezione di Viterbo, di cui è attualmente vicepresidente.
Nel 2013 ha costituito il Club per l’UNESCO Viterbo Tuscia, di cui è presidente.
I suoi interessi teorici si sono rivolti all'epistemologia, all'etica, alla filosofia politica e alla pratica filosofica. In Popper e il gioco della scienza ha svolto un'analisi critica dell'epistemologia falsificazionista, mostrando come l'ultimo Popper, pur rendendosi conto della coerenza dello sviluppo evoluzionistico della propria epistemologia, arretrasse e resistesse dal trarne le estreme conseguenze, restando fedele al paradigma del razionalismo critico, difendendolo sino in fondo, ma con ragioni sempre più deboli.
Nei suoi lavori su Immanuel Kant (Kant e la metafisica come scienza, Abitare un mondo comune. Follia e metafisica nel pensiero di Kant) ha evidenziato sia il proposito kantiano di fondare come una scienza rigorosa la metaphysica generalis, prima parte della metafisica come era intesa nella tradizione razionalistica tedesca, sia il carattere che viene ad assumere la metaphysica specialis, dopo la critica: un pensare congetturale e analogico che è anche prassi, vita. In questa prospettiva la filosofia kantiana viene valorizzata per la sua peculiare dimensione "cosmica", come «scienza della relazione di ogni conoscenza e di ogni uso della ragione umana con lo scopo essenziale di essa», e viene ricollegata alla filosofia come era praticata soprattutto nell'antichità: arte di vivere, esercizio spirituale. Il filosofo pratico, il maestro di saggezza tramite l’insegnamento e l’esempio, è così «l’autentico filosofo», che, nel quadro della complessiva ed originale riorganizzazione kantiana dell’orizzonte utopico di derivazione platonica e rousseauiana, diventa esso stesso un ideale regolativo, al quale colui che più si è avvicinato è stato Socrate, per via della sua esemplare coerenza di vita.
In Freud. Un filosofo dietro al divano, il lavoro del fondatore della psicoanalisi viene letto come un episodio della lunga tradizione che ha interpretato la filosofia come "medicina per l'anima". Il rapporto di Freud con la filosofia si nutre di una profonda ambivalenza: da un lato un'irresistibile attrazione; dall'altro quasi la necessità di rassicurare se stesso e gli altri su una propria «incapacità costituzionale» (Autobiografia, 1924) alla pura speculazione e sulla sua ferma volontà di sottrarsi – proprio lui, formidabile affabulatore - al fascino delle narrazioni filosofiche. La riflessione di Freud non trascura nessuna delle dimensioni fondamentali della ricerca filosofica. Neanche quella teoretica, volta a costruire visioni complessive dell’uomo e del mondo; quella che gli appare la più rischiosa, perché la più astratta, la più esposta alla frequentazione della metafisica e della religione, sempre in procinto di cadere nella trappola della verità assoluta. Più a suo agio Freud si sente invece nel lavorare lungo un'altra linea d’impegno tradizionale della filosofia: la riflessione critica sui saperi e sulle pratiche umane. Nell'opera di smascheramento dei meccanismi con cui le ideologie e le prassi individuali e sociali ammantano la loro miseria “umana, troppo umana”, le potenzialità della psicoanalisi si esprimono al meglio. Ma - secondo l'interpretazione di Luciano Dottarelli - la fatica intellettuale di Freud trova la propria collocazione più appropriata nella dimensione della ricerca filosofica che interpreta se stessa come un’attività in cui l’uomo si dedica alla cura e alla fioritura di sé, alla coltivazione della propria umanità.
Questa dimensione della filosofia come arte di vivere è stata approfondita da Luciano Dottarelli attraverso la ricostruzione della vita e del pensiero del filosofo stoico Musonio Rufo nella monografia su Musonio l'Etrusco. La filosofia come scienza di vita. Testimonianza della vitalità della tradizione culturale etrusca in epoca romana, la filosofia di Musonio è espressione significativa di quel crogiolo di idee ed esperienze di ricerca della felicità che è l'ellenismo della tarda antichità, in cui si rispecchierà poi la civiltà medievale e soprattutto quella umanistico-rinascimentale. Musonio ha dato il tono di fondo all'impegno prevalente nella tradizione filosofica della Tuscia: ricerca di una scienza di vita, studio di perfezione, imitazione di Dio, àskesis, esercizio per sviluppare la conoscenza e la coltivazione di sé, finalizzata alla fioritura dell’autentica esistenza umana. L’adesione del filosofo di Volsinii allo stoicismo è decisamente sotto il segno di Socrate: la filosofia può proporsi come arte regia in quanto, in primo luogo, è arte di governare se stessi. L’ideale dell’autosufficienza del saggio si traduce nella predilezione per l’agricoltura, come attività più appropriata per il filosofo. «La terra in effetti – affermava Musonio – ricambia con i frutti più belli e più giusti coloro che si prendono cura di essa, dando molte volte tanto quel che riceve ed offrendo grande abbondanza di tutto quanto è necessario per vivere a chi ha la volontà di faticare: e tutto questo con decenza, nulla di ciò con vergogna». Ad un analogo sentimento di appartenenza al cosmo e ad un profondo rispetto per gli altri esseri umani e per tutti i viventi, sono ispirate anche le sue riflessioni sui rapporti sociali, sulla schiavitù, sulle donne, sulla nonviolenza, sull'alimentazione, sul vestire e sull'abitare. Riflessioni che Musonio - secondo la concorde testimonianza dei contemporanei - seppe tradurre con coerenza esemplare in una efficace pratica di elevazione spirituale, diretta a coinvolgere, insieme, il corpo e l’anima. Sobrietà, rispetto, universalità e condivisione sono le parole di riferimento di una visione etica che anticipa in modo sorprendente istanze fondamentali della moderna sensibilità ecologista.
La visione della filosofia come arte di maneggiare gli assoluti è approfondita nel libro Maneggiare assoluti. Immanuel Kant, Primo Levi e altri maestri. «La filosofia - sostiene Luciano Dottarelli - anche quella più incline a farsi coinvolgere nell'impresa di estinguere la sete dell’assoluto, contiene in sé, nella propria vocazione alla ricerca di una comune verità mediante il dialogo, un antidoto indispensabile al rischio distruttivo che può annidarsi in ogni tentativo umano, tanto umano di cogliere la totalità, l’infinito, Dio. Anche le grandi tradizioni religiose, quelle che da secoli sono impegnate a tracciare sentieri, trovare parole, celebrare liturgie per saziare la fame di assoluto che agita il cuore e la mente degli uomini non possono fare a meno di intessere un intenso dialogo con questa tradizione di ricerca, soprattutto nei momenti cruciali, quando diventa urgente addomesticare i dèmoni che una frequentazione inadeguata del sacro può evocare. Dèmoni che portano il nome di fanatismo, intolleranza, totalitarismo e di cui la storia degli uomini alla ricerca della verità assoluta, della totalità autentica ed incondizionata, dell’esperienza integrale è purtroppo costellata. La consapevolezza che anche la filosofia non possa dichiararsi storicamente innocente, non cancella ma spinge a ritrovare sempre di nuovo la vocazione più profonda di quest’originale forma di esercizio spirituale: una ricerca appassionata del bene e della verità, capace di resistere alla suggestione del possesso compiuto e di mantenersi in quella apertura alla possibilità dell’errore che è presidio di autentica libertà per sé e per gli altri».

## Opere
- Popper e il "gioco della scienza", Massari, 1992
- Kant e la metafisica come scienza, Massari, 1995
- Abitare un mondo comune. Follia e metafisica nel pensiero di Kant (Introduzione al Saggio sulle malattie della mente di I.Kant, Massari, 2001
- Utopia e ragione come luoghi di incontro con l’altro, in AA.VV., Le ragioni della speranza, La Piccola Editrice, 2003
- Maneggiare assoluti. Immanuel Kant, Primo Levi e altri maestri, Il Prato, 2012
- Musonio l’Etrusco. La filosofia come scienza di vita, Annulli Editori, 2015
- Freud. Un filosofo dietro al divano, Annulli Editori, 2015
- Riverberi. Di Tuscia e d’altro, Annulli Editori, 2018
- La farfalla dell’anima e la libertà (a cura di), Armando Editore, 2018